# Globotriaosylcéramide

Structure des globotriaosylcéramides.

Un globotriaosylcéramide est un globoside également appelé trihexosylcéramide, CD77, Gb3 ou GL-3 dont la structure peut être représentée par αGal–βGal–βGlc–Cer :
- une unité céramide constituée d'un résidu de sphingosine lié à un acide gras ;
- un résidu de glucose lié au céramide par une liaison β-osidique ;
- un résidu de galactose lié au glucose par une liaison β-osidique ;
- un résidu de galactose terminal lié au galactose par une liaison α-osidique.

Ces composés diffèrent les uns des autres uniquement par l'acide gras combiné à la sphingosine de l'unité céramide. Ils comptent parmi les rares clusters de différenciation qui ne soient pas de nature protéique.
Les globotriaosylcéramides sont produits dans les cellules à partir de galactose et de lactosylcéramide sous l'action de l'α-1,4-galactosyltransférase et sont dégradés dans les lysosomes par l'α-galactosidase, enzyme dont l'absence cause la maladie de Fabry.
Les globotriaosylcéramides agissent à la membrane cellulaire comme des récepteurs non peptidiques. Les toxines de Shiga, par exemple, se lient à un globotriaosylcéramide avant de pénétrer dans la cellule par endocytose.
Certains cancers ont pour effet de surexprimer les globotriaosylcéramides dans la membrane cellulaire, ce qui laisse entrevoir de possibles applications dans les traitements contre ces cancers.